# Saint-Bazile-de-la-Roche
Saint-Bazile-de-la-Roche este o comună în departamentul Corrèze din centrul Franței. În 2009 avea o populație de 156 de locuitori.

## Evoluția populației
| An        | 1975 | 1982 | 1990 | 1999 | 2006 | 2009 |
| --------- | ---- | ---- | ---- | ---- | ---- | ---- |
| Populație | 196  | 177  | 175  | 151  | 162  | 156  |